# Мисс Америка 1937
Мисс Америка 1937 (англ. Miss America 1937) — 11-й конкурс красоты Мисс Америка, проводился в Steel Pier, Атлантик-Сити 11 сентября 1937 года. 17-летняя победительница Бетт Купер после победы вернулась домой. Оказавшись дома, она пропустила запланированные встречи в свой первый день в статусе «Мисс Америка», а также выступление в театре и поездку в Голливуд. Её отец причиной отсутствия назвал болезнь. Участницы из штата Нью-Йорк не вошли в Топ 5, но стали полуфиналистками.

## Результаты
| Итоговый результат    | Участница |
| --------------------- | --- |
| Мисс Америка 1937     | - Остров Бертран — Бетт Купер |
| 1-я Вице мисс         | - Техас — Элис Эмерик |
| 2-я Вице мисс         | - Северная Каролина — Рут Ковингтон |
| 3-я Вице мисс (ничья) | - Калифорния — Филлис Рэндалл - Майями — Ирмигард Дитель |
| 4-я Вице мисс         | Н/Д |
| Топ 16                | - Бронкс — Хелен Флейсс - Бакки-лейк — Эвелин Таунли - Шарлотт — Бетт Ханикатт - Канзас — Люсия Бентон - Массачусетс — Клэр Жан Невулис - Новый Орлеан — Гертруда Рисси Миллер - Нью-Йорк — Грейс Трэвис - Огайо — Жан Бернис Фадден - Сент-Луи — Воунета Бейтс - Виргиния — Фрэнсис Л. Султан - Округ Вестчестер — Эвелин Рэй |

### Награды

#### Предварительные награды
| Награды | Участница                                                                                |
| ------- | ---------------------------------------------------------------------------------------- |
| Талант  | - Калифорния — Филлис Рэндалл - Массачусетс — Клэр Жан Невулис - Нью-Йорк — Грейс Трэвис |

### Вторичные источники
- Saulino Osborne, Angela. Miss Americas and their Courts // Miss America The Dream Lives On. — Taylor Publishing Company, 1995. — ISBN 978-0-87833-110-9.